# 平成10年9月豪雨

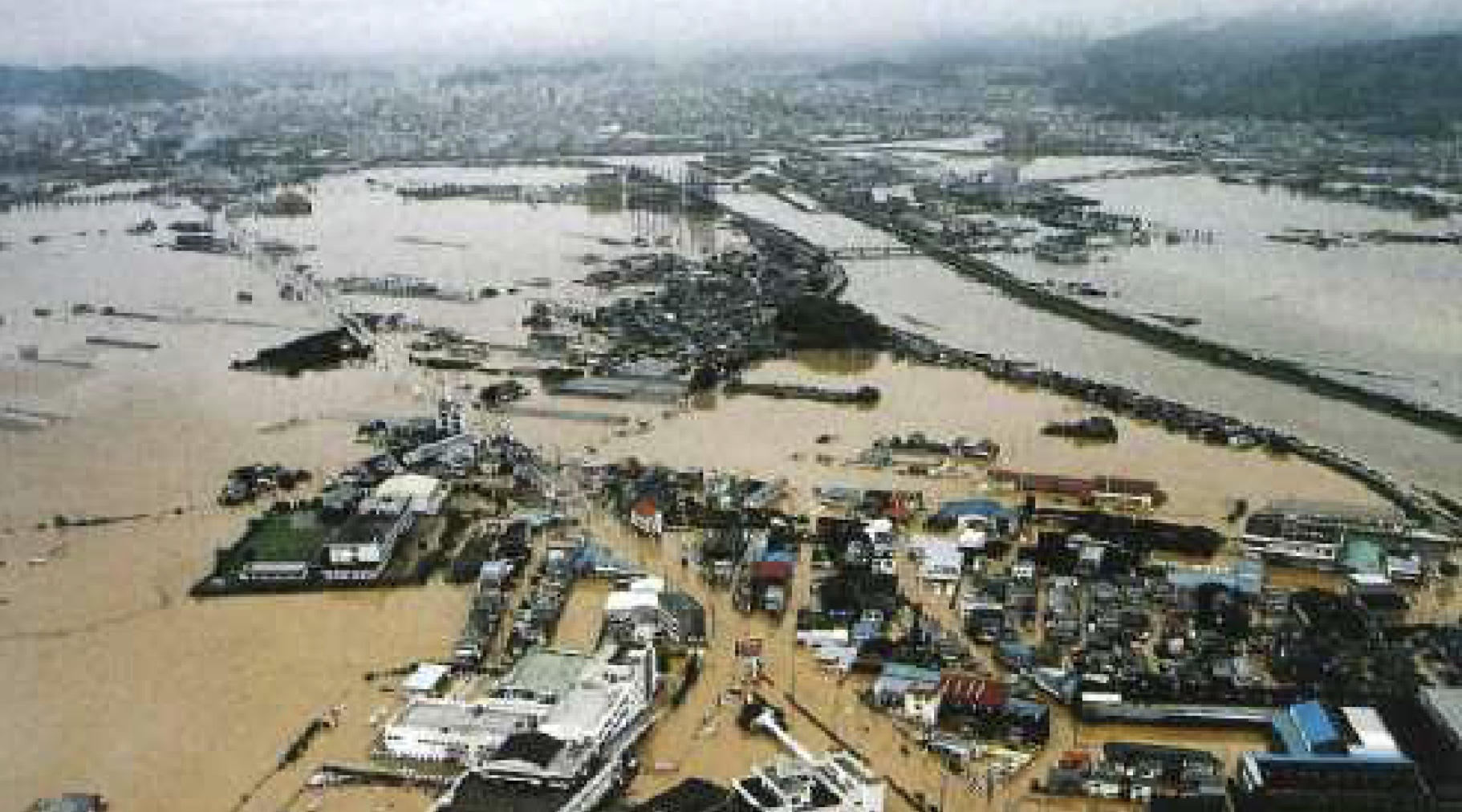
高知市大津地区における浸水状況

平成10年9月豪雨（へいせい10ねん9がつごうう）は、1998年9月23日から9月25日にかけて発生した豪雨。高知県で記録的な大雨となり、特に高知市比島町では1時間に129.5mmの猛烈な雨を観測している。通称は「高知豪雨」であり、高知新聞では「98高知豪雨」の名前を使用している。

## 概要
台風8号・7号が通過したところに9月23日から24日にかけて前線が四国の南海上から瀬戸内付近に北上し、25日朝まで停滞した。この前線に向かって高気圧の縁を回る暖湿気流が流れ込んだため、高知市およびその周辺で24日を中心に長時間にわたって猛烈な雨が降り続いた。
1時間降水量は須崎（高知県須崎市）で126mm、後免（高知県南国市）で119mm、高知気象台で129.5mmなど猛烈な雨を伴い、24日の日降水量は繁藤（高知県土佐山田町）で735mm（期間降水量995mm）、高知気象台で628.5mm（同874mm）など記録的な大雨となった。

## 被害
- 死者9名・負傷者14名
- 住家全壊31棟・半壊33棟
- 床上浸水8,631棟・床下浸水11,122棟

## 影響
本災害において、冠水道路上の蓋が外れたマンホールに吸い込まれるなどして、2人が亡くなっている。
そこで、建設省は豪雨時におけるマンホールの安全対策について緊急に検討する必要が生じたとして、1998年10月に「下水道マンホール緊急対策検討委員会」を設置。翌年1999年3月にかけて、下水道マンホールの安全対策を取りまとめた。
高知市においても、発災以降すぐに緊急度の高いマンホール地点から、外れにくい構造のフタを設置しており、その動きは全国へと広がっている。